# Panzerschlacht vor Warschau
Die Panzerschlacht vor Warschau, auch Panzerschlacht von Radzymin oder Wołomin genannt, war eine Schlacht im Zweiten Weltkrieg zwischen vier Divisionen der Heeresgruppe Mitte unter Generalfeldmarschall Model und der sowjetischen 2. Panzerarmee, die vom 1. bis zum 4. August 1944 nordöstlich von Warschau stattfand.

## Vorgeschichte

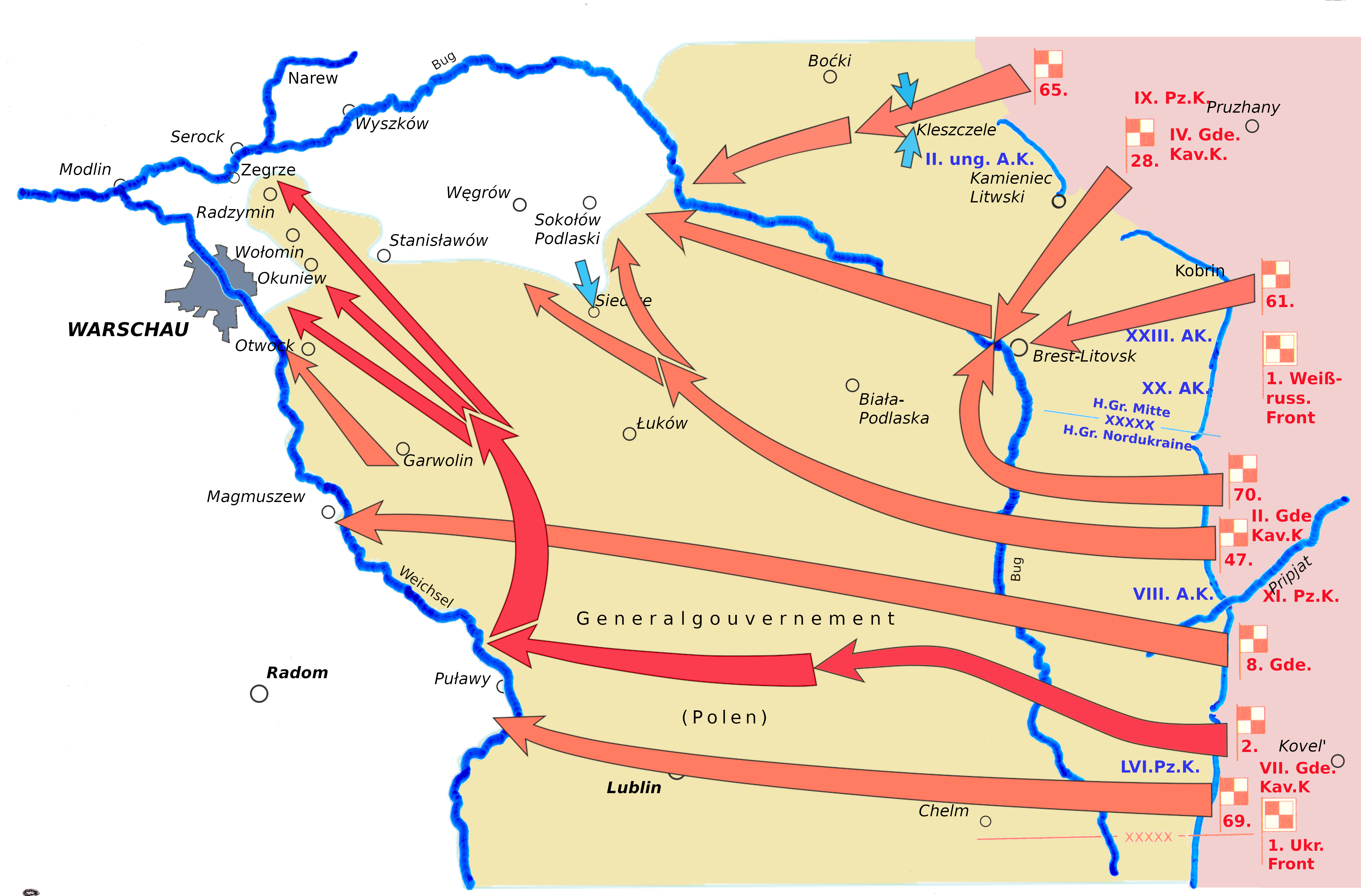
Die Offensive des linken Flügels der 1. Weißrussischen Front von Kovel bis Warschau (18.–31. Juli 1944)

Im Rahmen der Operation Bagration begann am 18. Juli der bis dahin passiv gebliebene südliche Flügel der 1. Weißrussischen Front im Frontabschnitt bei Kowel anzugreifen. Da die deutschen Truppen diesen Frontabschnitt am besten gesichert hatten, wurden durch die Rote Armee enorme militärischen Kräfte konzentriert. Diese übertrafen sogar die Kräftekonzentration während des Durchbruchs durch die Heeresgruppe Mitte. Die Überlegenheit der Roten Armee war so erdrückend, dass die deutschen Stellungen geradezu überrollt wurden. Bereits nach zwei Tagen, überschritten die sowjetischen Verbände den Bug. Die sowjetische 2. Panzerarmee ging erst am 22. Juli zum Angriff über. Die Armeen der 1. Weißrussischen Front konnten nahezu ungehindert bis zur Weichsel vorstoßen. Am 24. Juli wurde Lublin genommen; bereits am nächsten Tag standen Vorauskräfte an der Weichsel. Die 69. Armee überquerte den Fluss und konnte am 29. Juli den ersten Brückenkopf südlich von Puławy errichten und die 8. Garde-Armee am 1. August südlich von Warschau bei Magnuszew einen Brückenkopf über die Weichsel bilden.
Durch diesen 180 Kilometer langen Vormarsch hatten die sowjetischen Angriffskräfte den südlichen Eckpfeiler der Heeresgruppe Mitte weit überflügelt und konnten nun durch einen Schwenk nach Norden ungehindert in deren Rücken vorstoßen. Mit dem Brückenkopf bei Magnuszew eröffnet sich für die Rote Armee die Möglichkeit, Warschau einzukesseln und ohne aufwendige Straßenkämpfe einzunehmen.
Am 27. Juli 1944 begann dann die 2. Panzerarmee gemeinsam mit der Infanterie der 8. Garde-Armee in breiter Front aus dem Raum Puławy den Vorstoß in Richtung der polnischen Hauptstadt Warschau. Die sowjetischen Truppen beabsichtigten, den Warschauer Vorort Praga aus der Bewegung heraus zu nehmen und weiter im Norden die Narew-Brücken von Zegrze und Serock zu sichern. Dem sowjetischen 3. Panzerkorps gelang über einen schmalen Korridor über Mińsk Mazowiecki und Wołomin ohne Deckung durch Infanterie oder Kavallerie der operative Durchbruch. Am 31. Juli trat für das sowjetische 3. Panzerkorps die Situation ein, dass es nicht mehr in der Lage war, sich gegen die gegen sie angetretene Kampfgruppe der 19. Panzerdivision durchzusetzen. Am 1. August war das Panzerkorps als auch die sowj. 2. Panzerarmee gezwungen in die Defensive zu gehen.
Diese Entwicklung wurde von Generalfeldmarschall Model vorausgesehen und für einen überraschenden Gegenschlag genutzt.

## Verlauf

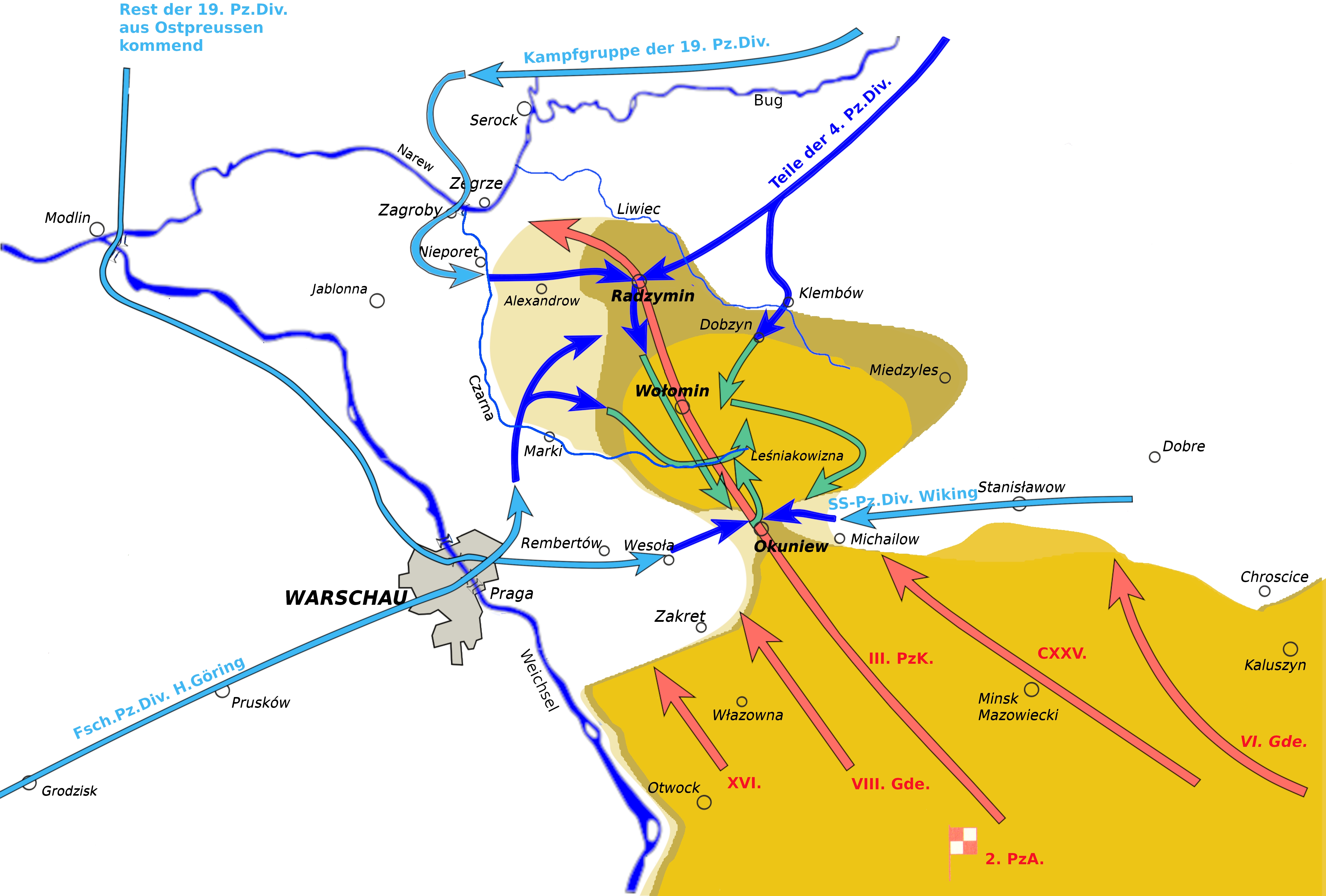
Die Panzerschlacht vor Warschau (1.–4. August 1944)

Nach dem Operationsplan von Generalfeldmarschall Model sollte in der ersten Phase durch einen Zangenangriff auf die Ortschaft Okuniew das sowj. 3. Panzerkorps im Rücken von den Verbindungen abgeschnitten werden. In der zweiten Phase sollte ein konzentrischer Angriff durch vier Panzerdivisionen erfolgen, um die eingekesselten Verbände zu zerschlagen. Anschließend war geplant, gegen das 8. Garde-Panzerkorps vorzugehen.
Für die Umsetzung des Operationsplanes war es notwendig der neu aufgestellten deutschen 9. Armee eiligst Verstärkungen zuzuführen.
Zunächst stand nur die aus Italien abgezogene Panzer-Division „Hermann Göring“ zur Verfügung. Ihr gelang es am 28. und 29. Juli, gemeinsam mit einer Kampfgruppe der 19. Panzerdivision sowie der 73. Infanterie-Division, den Weichsel-Abschnitt im Raum der östlichen Vorstadt Praga zu halten. Inzwischen war die 19. Panzer-Division aus ihrem Frontabschnitt bei Białystok herausgelöst worden. Ihr gelang es, das sowjetischen 3. Panzerkorps 3 km vor der Brücke bei Zegrze aufzuhalten.
Die SS-Division „Wiking“ und die 4. Panzer-Division hatten gerade einen Angriff des bei Kleszczele durchgebrochenen Gegners gestoppt. Nun wurden sie eilends aus der Front herausgezogen und erreichten am 31. Juli bzw. am 2. August den neuen Einsatzraum.
Die Panzerschlacht vor Warschau begann am 1. August mit einem Zangenangriff einer aus Ostpreußen kommenden Kampfgruppe der 19. Panzer-Division und der SS-Division „Wiking“ auf die Ortschaft Okuniew. Die andere Kampfgruppe der 19. Panzerdivision griff aus Nordwesten kommend gegen Radzymin an, während die SS-Division „Wiking“ beiderseits der Straße Węgrów–Okuniew und die SS-Division „Totenkopf“ aus den Raum Kałuszyn in allgemeiner Richtung Südwest auf Minsk-Mazowiecki vorgingen. Es gelang, die Straße Wyskow–Warschau freizukämpfen und dabei das sowjetische 3. Panzerkorps einzuschließen. Nach dem vollständigen Eintreffen der deutschen 4. Panzer-Division wurde auch das verlorene Radzymin zurückerobert. Am 3. August war das sowj. 3. Panzerkorps im Raum um Wolomin zusammengedrängt. Nun griffen 4 deutsche Panzer-Divisionen konzentrisch aus 4 Richtungen an. Bis zum 4. August wurde das Panzerkorps aufgerieben. Entlastungsangriffe des sowjetischen 16. Panzerkorps sowie motorisierter Infanterieverbände der Polnischen 1. Armee wurden abgeschlagen.
Die Kämpfe wurden mit bemerkenswerter Heftigkeit ausgetragen, wobei die sowjetischen Verbände erhebliche Verluste erlitten. So verblieben der 2. Panzerarmee nach den Kämpfen 263 von 810 Panzern und Sturmgeschützen. Das 3. Panzerkorps war aufgerieben worden, das 8. schwer angeschlagen und das 16. hatte erhebliche Ausfälle hinnehmen müssen.

## Nach der Schlacht
Es war eigentlich geplant, die Gefechte in diesem Raum fortzusetzen, doch inzwischen trafen neue Hiobsbotschaften von anderen Frontabschnitten ein. Schon am 1. August waren drei Kompanien des PGR74 der 19. in Richtung Magnuszew umgeleitet worden. Noch am 4. August mussten weitere Teile der 19. Panzer-Division und am nächsten Tag die Panzer-Division „Hermann Göring“ aus dem Geschehen herausgelöst und um das umkämpfte Warschau herum Richtung Magnuszew in Marsch gesetzt werden, um den sowjetischen Brückenkopf (Warka-Brückenkopf) westlich der Weichsel anzugreifen.
Die SS-Division „Totenkopf“ wurde an die Abwehrfront zwischen Bug und Weichsel verlegt, die 4. Panzerdivision nach Kurland (Unternehmen Doppelkopf).
Nach der Schlacht bildete sich der Brückenkopf von Praga/Warschau, der von den Resten der 73. ID, der Gren.Brig. 1131 und einer dahinter gestaffelten Kampfgruppe der 19. Panzerdivision gehalten wurde. Diese geringe Besatzung blieb fast einen Monat unverändert.
Obwohl die sowjetische 2. Panzerarmee wegen ihrer hohen Verluste und ihres Zustandes am 5. August aus der Front herausgelöst werden musste, war die Schlacht nur der Auftakt der Kämpfe im Raum um Warschau. Es rückten mehrere sowjetische Armeen und die polnische 1. Armee heran und blieben zumindest vor Warschau bis zum 1. September untätig. Die Rote Armee verfügte hier geradezu über einen Overkill an militärischen Kräften.

## Folgen
- Unter dem Eindruck, dass sowjetische Panzer bereits den Stadtteil Praga östlich der Weichsel erreicht hätten, gab der Chef der AK in Polen, General Bór-Komorowski, im Einvernehmen mit der Delegation der Exilregierung aus London, den Befehl, den Aufstand in Warschau durchzuführen. Am 1. August um 17:00 begann die polnische Heimatarmee (Armia Krajowa) den Warschauer Aufstand um die Hauptstadt selbst zu befreien. Zunächst schien dieser Plan auch aufzugehen. Aber, dass mit der Panzerschlacht vor Warschau am 4. August der Angriff der Sowjetarmee vor Warschau gestoppt wurde, konnte niemand von der Führung der Armia Krajowa vorhersehen.[11]
- Mit der Panzerschlacht vor Warschau hatte die Rote Armee – um es mit Clausewitz zu sagen – den Kulminationspunkt der Operation Bagration überschritten. Nach wochenlangen ununterbrochenen Kämpfen waren die Truppen erschöpft und die Nachschublinien überdehnt.[12] Die Fronten der Heeresgruppe Mitte konnten in der Folge vorübergehend stabilisiert werden.
- Der Versuch der Roten Armee, Warschau aus der Bewegung heraus zu nehmen, zeugt von dem Willen Warschau zu befreien. Dieses Vorhaben scheiterte aber mit der Niederlage der sowjetischen 2. Panzerarmee in dieser Schlacht. Das Verhalten der Roten Armee nach der Schlacht ist zumindest als hinhaltend zu bezeichnen. Eine Befreiung Warschaus wäre in dieser Situation allerdings nur mit hohen Opfern im Häuserkampf zu erreichen gewesen.[13]
- Zerstörung Warschaus durch deutsche Truppen von Oktober 1944 bis Januar 1945.

## Einschätzung
Ende Juli 1944 schien das Ende des Krieges in Europa unmittelbar bevorzustehen. Die Wehrmacht kollabierte an allen Fronten, vor allem die Ostfront drohte wie ein Kartenhaus zusammenzustürzen. Der deutsche Sieg in dieser Panzerschlacht bedeutete, dass ein Durchstoß der Roten Armee entlang der Weichsel bis zur Ostsee und eine Einkesselung zweier Heeresgruppen verhindert wurden. Dieses hätte nicht nur den Zusammenbruch der Ostfront bedeutet, sondern das frühzeitige Ende des Krieges zur Folge gehabt.

## Vergleich der Armeen

### Beteiligte Verbände der Wehrmacht
- 73. Infanterie-Division (Oberst Kurt Hähling)
- 19. Panzer-Division (Generalleutnant Hans Källner) mit 26 Panzer IV, 26 Panzer V, 18 leichte Panzerjäger
- Fallschirm-Panzer-Division 1 Hermann Göring (Generalmajor Wilhelm Schmalz) mit 35 Panzer VI, 5 Panzer V, 23 Panzerjäger IV
- 4. Panzer-Division (Generalleutnant Clemens Betzel) mit 40 Panzer IV, 38 Panzer V
- SS-Division „Wiking“ (SS-Brigadeführer Hellmuth Becker) mit 8 Panzer VI, 45 Panzer V, 13 Sturmgeschütze

### Verbände der 1. Weißrussischen Front (1. August 1944)
(Kommandeur: Generaloberst Konstantin Konstantinowitsch Rokossowski)
- Direkt unterstellt
  - 2. Garde-Kavallerie-Korps
  - 4. Garde-Kavallerie-Korps
  - 7. Garde-Kavallerie-Korps
  - 4. Durchbruchsartilleriekorps
  - 1. Garde-Panzerkorps
  - 1. mechanisiertes Korps
  - 9. Panzer-Korps
  - 11. Panzer-Korps
- 8. Garde-Armee (General W. I. Tschuikow)
  - 4. Garde-Schützen-Korps
  - 28. Garde-Schützenkorps
  - 29. Garde-Schützenkorps
  - 11. schwere Garde-Panzerbrigade
- 28. Armee
- 47. Armee (Generalleutnant N. I. Gussew)
- 48. Armee
- 65. Armee
- 69. Armee
- 70. Armee
- 2. Panzerarmee  (Generalleutnant A. I. Radsijewski) mit 810 Panzer und Selbstfahrlafetten[15]
  - 8. Garde-Panzerkorps (Generalmajor A. F. Popow)
  - 3. Panzerkorps (Generalmajor N. D. Wedenejew)
  - 16. Panzerkorps (Generalmajor I. W. Dubowoj)
- 1. Polnische Armee (General Zygmunt Berling)
  - 1. Armeekorps
  - 2. Armeekorps
  - 1. Panzer-Korps